# Temporada da Ligat HaAl de 2020–21
A Temporada da Ligat HaAl de 2020–21 (em hebraico:  ליגת העל‎), também conhecida como Israeli Basketball Super League foi a 67.ª edição da competição de primária do basquetebol masculino do Estado de Israel segundo sua pirâmide estrutural. É organizada pela Israeli Basketball Super League Administration Ltd (BSL) sob as normas da FIBA.

## Clubes Participantes
| Time                                | Cidade                      |
| ----------------------------------- | --------------------------- |
| Bnei Herzliya                       | Herzliya                    |
| Hapoel Altshuler Shaham Be'er Sheva | Bersebá                     |
| Hapoel Yossi Avrahami Eilat         | Eilat                       |
| Hapoel Gilboa Galil                 | Conselho Regional de Gilboa |
| Hapoel B-Cure Laser Haifa           | Haifa                       |
| Hapoel Holon                        | Holon                       |
| Hapoel Jerusalem                    | Jerusalém                   |
| Hapoel SP Tel Aviv                  | Telavive                    |
| Ironi Nahariya                      | Nahariya                    |
| Ironi Hai Motors Ness Ziona         | Ness Ziona                  |
| Maccabi Haifa                       | Haifa                       |
| Maccabi Rishon LeZion               | Rishon LeZion               |
| Maccabi Playtika Tel Aviv           | Telavive                    |

## Temporada Regular

### Tabela de Classificação
| Pos. | Clube                               | %     | J  | V  | D  | Dif. | Classificação            |
| ---- | ----------------------------------- | ----- | -- | -- | -- | ---- | ------------------------ |
| 1    | Maccabi Playtika Tel Aviv           | 79.3% | 29 | 23 | 6  | 382  | Playoffs                 |
| 2    | Hapoel Holon                        | 65.5% | 29 | 19 | 10 | 96   | Playoffs                 |
| 3    | Hapoel Gilboa Galil                 | 65.5% | 29 | 19 | 10 | 105  | Playoffs                 |
| 4    | Hapoel Yossi Avrahami Eilat         | 62.1% | 29 | 18 | 11 | 134  | Playoffs                 |
| 5    | Hapoel B-Cure Laser Haifa           | 55.2% | 29 | 16 | 13 | -63  | Playoffs                 |
| 6    | Hapoel Jerusalem                    | 55.2% | 29 | 16 | 13 | 12   | Playoffs                 |
| 7    | Ironi Hai Motors Ness Ziona         | 56.7% | 30 | 17 | 13 | 105  | Playoffs                 |
| 8    | Hapoel Altshuler Shaham Be'er Sheva | 56.7% | 30 | 17 | 13 | 68   | Playoffs                 |
| 9    | Maccabi Rishon LeZion               | 50%   | 30 | 15 | 15 | 65   |                          |
| 10   | Hapoel SP Tel Aviv                  | 40%   | 30 | 12 | 18 | -77  |                          |
| 11   | Bnei Herzeliya                      | 33.3% | 30 | 10 | 20 | -40  |                          |
| 12   | Maccabi Haifa                       | 23.3% | 30 | 7  | 23 | -310 | Rebaixado à Ligat Leumit |
| 13   | Ironi Nahariya                      | 10%   | 30 | 3  | 27 | -477 | Rebaixado à Ligat Leumit |

|  |                                            |
|  | Classificados aos playoffs                 |
|  | Rebaixados diretamente para a Ligat Leumit |

## Tabela

### Rodadas 1 a 22
| Casa\Visitante        | BNE   | HBE    | HEI    | HGG    | HHA    | HHO    | HJE    | HTA   | INA    | INE    | MHA     | MRL    | MTA    |
| --------------------- | ----- | ------ | ------ | ------ | ------ | ------ | ------ | ----- | ------ | ------ | ------- | ------ | ------ |
| Bnei Herzliya         |       | 75-77  |        | 89-95  | 91-79  | 71-85  |        |       |        | 82-79  | 104-77  | 84-87  | 86-92  |
| Hapoel Be'er Sheva    |       |        | 93-88  |        |        | 86-89  |        | 88-75 | 104-80 |        | 94-86   |        |        |
| Hapoel Eilat          | 84-98 | 85-72  |        | 89-75  | 89-80  | 77-83  | 79-100 |       |        | 95-85  | 98-88   | 86-84  | 91-85  |
| Hapoel Gilboa Galil   |       |        | 77-100 |        |        | 80-82  | 81-75  | 88-68 | 92-79  | 92-89  | 77-78   |        | 85-78  |
| Hapoel Haifa          | 80-79 |        |        |        |        | 96-85  |        | 92-78 |        | 106-91 |         | 85-84  |        |
| Hapoel Holon          |       |        | 80-73  | 81-88  |        |        |        |       |        | 90-92  | 105-69  |        |        |
| Hapoel Jerusalem      | 96-86 | 94-66  |        | 83-101 | 87-100 | 82-73  |        |       | 91-82  |        |         |        | 76-100 |
| Hapoel Tel Aviv       | 86-98 |        |        |        |        |        | 76-88  |       |        |        | 83-92   |        | 69-85  |
| Ironi Nahariya        | 85-97 | 92-105 |        | 63-73  | 84-92  | 67-84  | 80-87  | 71-94 |        |        | 110-102 | 88-110 |        |
| Ironi Ness Ziona      | 80-74 | 85-78  | 84-89  | 88-74  |        |        |        |       | 76-71  |        |         |        | 58-65  |
| Maccabi Haifa         | 89-79 | 61-102 | 81-85  |        |        |        | 75-94  | 80-73 | 77-85  | 106-91 |         |        |        |
| Maccabi Rishon LeZion | 93-85 | 62-70  | 90-95  |        |        | 100-91 |        |       |        | 79-74  |         |        | 72-89  |
| Maccabi Tel Aviv      | 98-75 | 100-74 | 86-74  |        | 81-75  | 100-81 |        |       | 107-63 | 96-74  | 95-60   |        |        |

### Rodadas 23 a 33
| Casa\Visitante        | BNE    | HBE   | HEI    | HGG    | HHA    | HHO    | HJE    | HTA    | INA    | INE    | MHA    | MRL    | MTA   |
| --------------------- | ------ | ----- | ------ | ------ | ------ | ------ | ------ | ------ | ------ | ------ | ------ | ------ | ----- |
| Bnei Herzliya         |        | 81-92 |        |        |        |        |        | 89-99  |        |        | 108-88 | 88-106 |       |
| Hapoel Be'er Sheva    |        |       |        |        | 78-82  |        |        | 99-100 |        | 82-107 | 85-76  |        | 93-79 |
| Hapoel Eilat          |        |       |        | 95-104 | 123-97 |        | 79-96  | 108-93 | 123-60 |        |        |        |       |
| Hapoel Gilboa Galil   |        |       |        |        | 77-63  | 83-88  |        |        |        |        |        | 75-85  | 65-67 |
| Hapoel Haifa          |        |       |        |        |        | 86-69  |        |        | 97-87  |        | 87-84  |        |       |
| Hapoel Holon          | 90-85  |       | 104-93 |        |        |        | 103-81 |        |        |        |        |        |       |
| Hapoel Jerusalem      |        |       |        | 99-94  |        |        |        |        |        |        |        |        | 83-82 |
| Hapoel Tel Aviv       | 82-79  |       |        |        | 71-80  | 104-98 |        |        | 96-74  | 89-113 |        |        |       |
| Ironi Geshem Nahariya | 80-104 | 75-90 |        |        |        |        |        |        |        | 90-94  |        | 80-88  |       |
| Ironi Ness Ziona      | 87-98  | 85-78 |        |        |        |        | 78-84  |        | 105-91 |        |        | 87-86  |       |
| Maccabi Haifa         |        |       |        |        |        |        | 97-85  | 88-92  | 105-84 | 113-94 |        | 106-99 | 78-82 |
| Maccabi Rishon LeZion |        | 83-87 |        |        |        |        | 98-67  | 99-93  |        |        | 113-83 |        |       |
| Maccabi Tel Aviv      |        |       | 95-72  |        | 85-76  | 86-65  |        |        |        |        |        |        |       |

## Playoffs

### Confrontos
|  | Quartas-de-final | Quartas-de-final    | Quartas-de-final    |                     |                  | Semifinais | Semifinais | Semifinais |  |  | Final | Final            | Final |
|  |                  |                     |                     |                     |                  |            |            |            |  |  |       |                  |       |
|  |                  | Maccabi Tel Aviv    | 2                   |                     |                  |            |            |            |  |  |       |                  |       |
|  |                  | Hapoel Be'er Sheva  | 0                   |                     |                  |            |            |            |  |  |       |                  |       |
|  |                  | Hapoel Be'er Sheva  | 0                   |                     | Maccabi Tel Aviv | 2          |            |            |  |  |       |                  |       |
|  |                  |                     |                     |                     | Maccabi Tel Aviv | 2          |            |            |  |  |       |                  |       |
|  |                  |                     | Hapoel Eilat        | 0                   |                  |            |            |            |  |  |       |                  |       |
|  |                  | Hapoel Eilat        | Hapoel Eilat        | 0                   | 2                |            |            |            |  |  |       |                  |       |
|  |                  | Hapoel Eilat        |                     |                     | 2                |            |            |            |  |  |       |                  |       |
|  |                  | Hapoel Haifa        | 0                   |                     |                  |            |            |            |  |  |       |                  |       |
|  |                  |                     |                     |                     |                  |            |            |            |  |  |       | Maccabi Tel Aviv | 1     |
|  |                  |                     |                     | Hapoel Gilboa Galil | 1                |            |            |            |  |  |       |                  |       |
|  |                  | Hapoel Holon        | 2                   |                     |                  |            |            |            |  |  |       |                  |       |
|  |                  | Ironi Ness Ziona    | 1                   |                     |                  |            |            |            |  |  |       |                  |       |
|  |                  | Ironi Ness Ziona    | 1                   |                     | Hapoel Holon     | 0          |            |            |  |  |       |                  |       |
|  |                  |                     |                     |                     | Hapoel Holon     | 0          |            |            |  |  |       |                  |       |
|  |                  |                     | Hapoel Gilboa Galil | 2                   |                  |            |            |            |  |  |       |                  |       |
|  |                  | Hapoel Gilboa Galil | Hapoel Gilboa Galil | 2                   | 2                |            |            |            |  |  |       |                  |       |
|  |                  | Hapoel Gilboa Galil |                     |                     | 2                |            |            |            |  |  |       |                  |       |
|  |                  | Hapoel Jerusalem    | 0                   |                     |                  |            |            |            |  |  |       |                  |       |

#### Quartas de final
| Time 1              | Série | Time 2             | 1º Jogo | 2º Jogo | 3º Jogo |
| ------------------- | ----- | ------------------ | ------- | ------- | ------- |
| Maccabi Tel Aviv    | 2 - 0 | Hapoel Be'er Sheva | 67 - 56 | 93 - 92 | -       |
| Hapoel Eilat        | 2 - 0 | Hapoel Haifa       | 84 - 80 | 98 - 87 | -       |
| Hapoel Holon        | 2 - 1 | Ironi Ness Ziona   | 92 - 90 | 86 - 75 | 85 - 76 |
| Hapoel Gilboa Galil | 2 - 0 | Hapoel Jerusalem   | 85 - 58 | 91 - 89 | -       |

#### Semifinal
| Time 1           | Série | Time 2              | 1º Jogo | 2º Jogo | 3º Jogo |
| ---------------- | ----- | ------------------- | ------- | ------- | ------- |
| Maccabi Tel Aviv | 2 - 0 | Hapoel Eilat        | 88 - 72 | 80 - 79 |         |
| Hapoel Holon     | 0 - 2 | Hapoel Gilboa Galil | 72-74   | 63-78   |         |

#### Final
| Time 1           | Placar | Time 2              | 1º Jogo | 2º Jogo | 3º Jogo |
| ---------------- | ------ | ------------------- | ------- | ------- | ------- |
| Maccabi Tel Aviv | 2-1    | Hapoel Gilboa Galil | 83 - 74 | 76 - 81 | 73-67   |

## Campeões
| Winner Liga 2020-21 Campeões |
| ---------------------------- |
| Maccabi Tel Aviv 53º Título  |

## Clubes israelenses em competições internacionais
| Clube            | Competição        | Resultado                                                     |
| ---------------- | ----------------- | ------------------------------------------------------------- |
| Maccabi Tel Aviv | EuroLiga          | Eliminado - 13º na temporada regular com 14v - 20d            |
| Hapoel Holon     | Liga dos Campeões | Eliminado - Quartas de finais por Hereda San Pablo Burgos     |
| Hapoel Jerusalém | Liga dos Campeões | Eliminado - 3º no Gr. G da temporada regular com 2v - 4d      |
| Hapoel Tel Aviv  | Liga dos Campeões | Eliminado - Fase pré-classificatória por Bakken Bears (71-91) |
| Ironi Nes Ziona  | Copa Europeia     | Campeão (1º título)                                           |

## Artigos relacionados
- Ligat HaAl
- EuroLiga
- EuroCopa
- Seleção Israelense de Basquetebol